# Craspedosis prouti
Craspedosis prouti är en fjärilsart som beskrevs av James John Joicey och Talbot 1917. Craspedosis prouti ingår i släktet Craspedosis och familjen mätare. Inga underarter finns listade i Catalogue of Life.